# サラワクイルカ
サラワクイルカ（サラワク海豚、Lagenodelphis hosei）は、クジラ目ハクジラ亜目マイルカ科サラワクイルカ属に属するイルカである。

## 分類学
サラワクイルカ属 (Lagenodelphis) はマイルカ科に属する属の一つであり、本属に属するのはサラワクイルカのみである。
1895年、ボルネオ島のサラワク州の海岸において本種の頭部骨格が発見された。発見者はE. Hoseで、種小名 (L. hosei) は彼の名前に由来する。彼はこの標本を大英博物館に寄贈したが、詳しくは研究されないまま長らく放置されていた。
1956年に、Francis Fraserがこの標本を詳細に検討し、カマイルカ属 (Lagenorhynchus) やマイルカ属 (Delphinus) に類似するが、同一の属ではないと結論付け、新しい属であるサラワクイルカ属 Lagenodelphis として分類されるようになった。
属名 Lagenodelphis はカマイルカ属 Lagenorhynchus とマイルカ属 Delphinus に由来する。和名のサラワクイルカは発見された地名に由来する。英名のFraser's Dolphin（フレーザーのイルカ）は研究者Fraserの名前を冠したものである。しかし、この時点では頭骨以外の詳細は分かっていなかった。しかし1971年、東太平洋のココス島（グアム島に隣接する島）、南オーストラリア州および南アフリカにおいて標本が発見され、その全身が明らかになった。

## 形態

ヒトとの大きさの比較。

サラワクイルカは生まれた直後は体長1メートル、体重20キログラムほどであるが、成長すると体長2.8メートル、体重200キログラムほどになる。
体格はがっしりしており、体長に比べると小さめな鰭（ひれ）を有し、特に胸びれは小さい。また背びれも目立たず、口吻もほとんどない。
背は青みがかった灰色から茶色っぽい灰色、濃いクリーム色の筋状の模様が口吻から目の上を通って肛門まである。この筋の下側に濃い色の筋状の模様がある。腹部と喉は通常は白であるが、ピンクに近いこともある。
際立った特徴はないイルカであり、遠方から観察した場合には、色が似ており、生息域もほぼ同じであるスジイルカと見間違えやすい。

## 行動

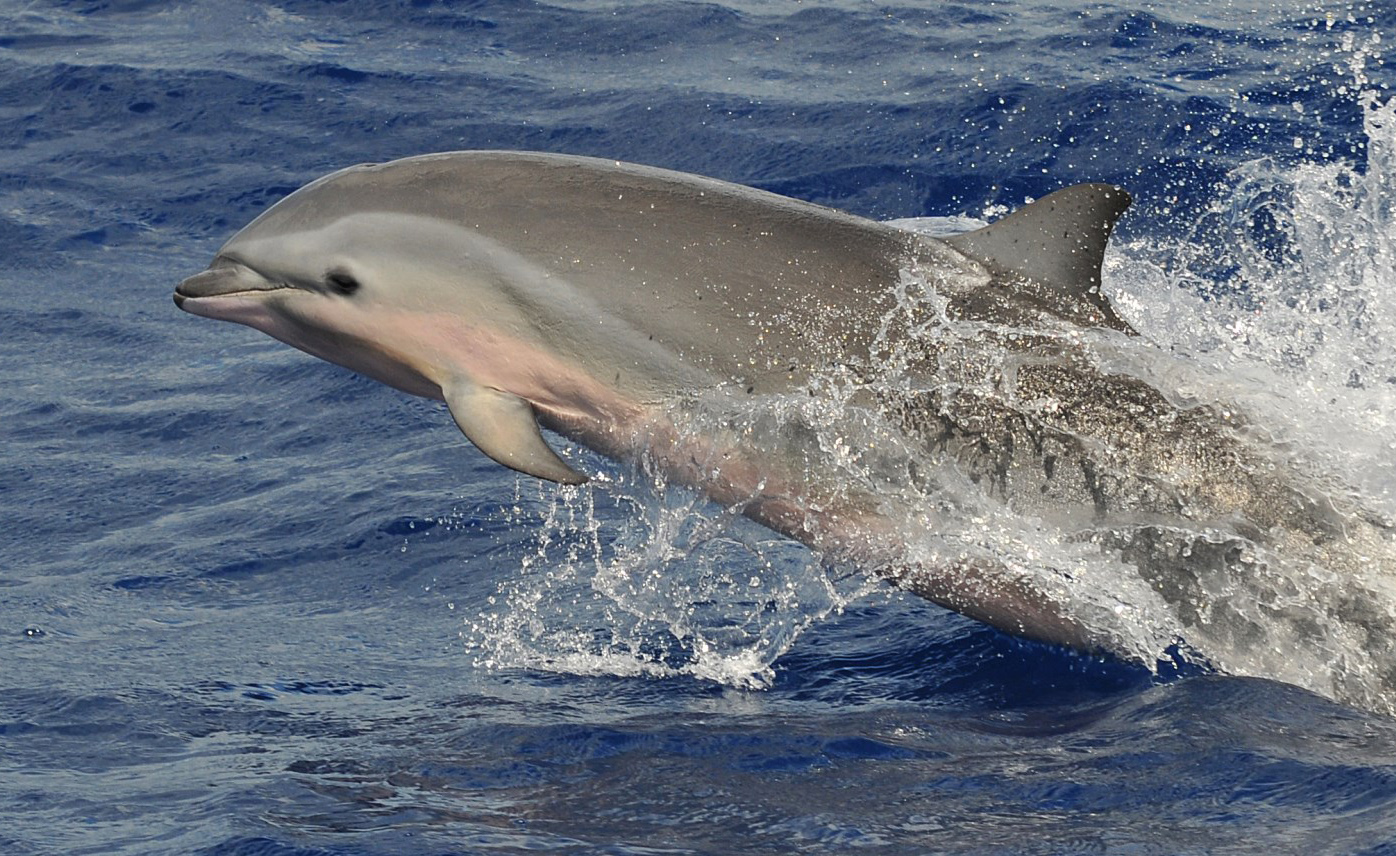
グアドループ沖にて。

100頭から1000頭程度の群を成して、高速で泳ぐ。海面をかすめるようにジャンプしながら泳ぐことも多い。
大きな群が漁船から逃げていく様子は劇的である (very dramatic) とも表現される。
水深200mから500m程度の比較的深い位置で、魚類、イカ、エビを食べる。このくらい深い位置には日光はほとんど届かないため、目視ではなく、反響定位（エコーロケーション）のみによって餌となる生物を捕まえていると考えられる。

## 生息数と分布

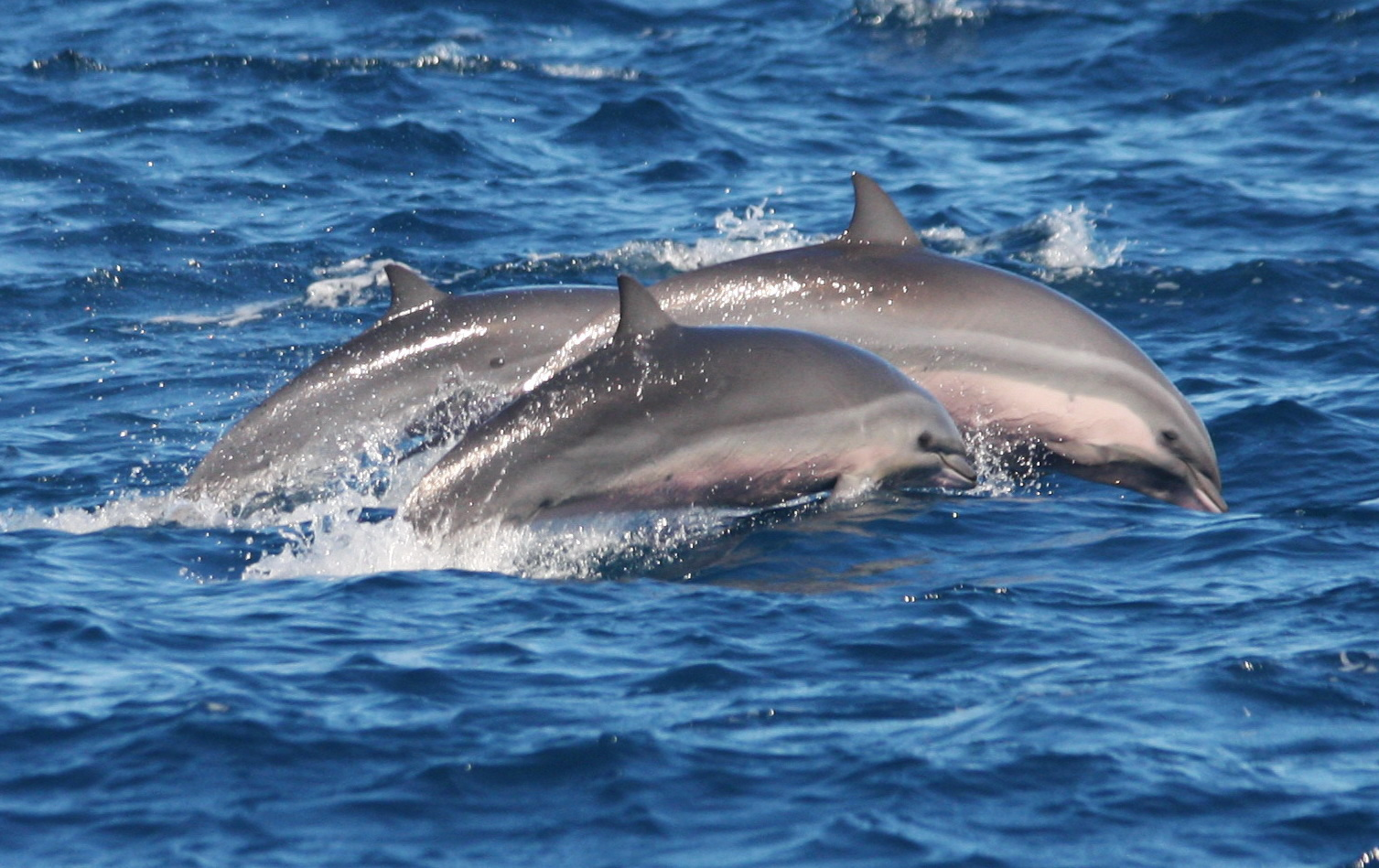
台湾・花蓮県でのホエールウォッチング。

概して遠洋に棲息しているため、近海に棲息する他の種類のイルカほどには研究が進んではいない。全生息数も不明である。
主に太平洋の遠洋に棲息する。また、太平洋ほど多くはないが、インド洋や大西洋でも観察されている。
1980年代にはかなり珍しい種類であると考えられていたが、近年では数多くの観察例が報告されており、思われたほどには珍しい種類ではないのかもしれないと考えられるようになってきている。
通常は北緯20度から南緯30度までの熱帯の遠洋で見られ、東太平洋での観察が一番多い。フランスやウルグアイにおいて大量の座礁が見つかったことがあるが、特殊な現象であり、おそらくエルニーニョなどの海洋の異常によるものだと考えられる。
大西洋ではメキシコ湾において比較的良く見られるが、他の海域ではあまり見られない。
日本での観察記録は、1972年千葉県房総半島鴨川に漂着、1984年沖縄県で一頭捕獲、1991年和歌山県で群れの捕獲などである。